# Bojótský spolek

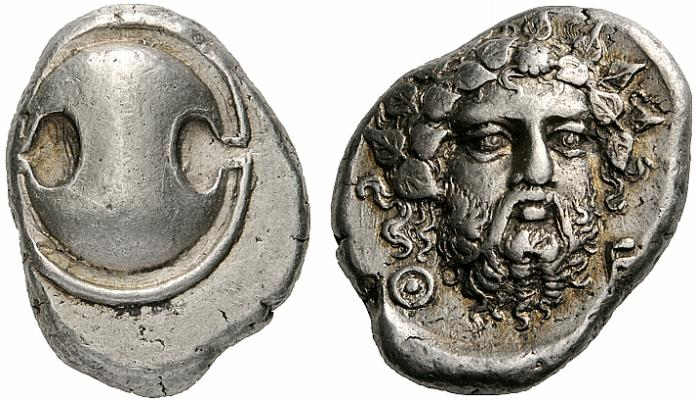
řecký stříbrný statér z Théb

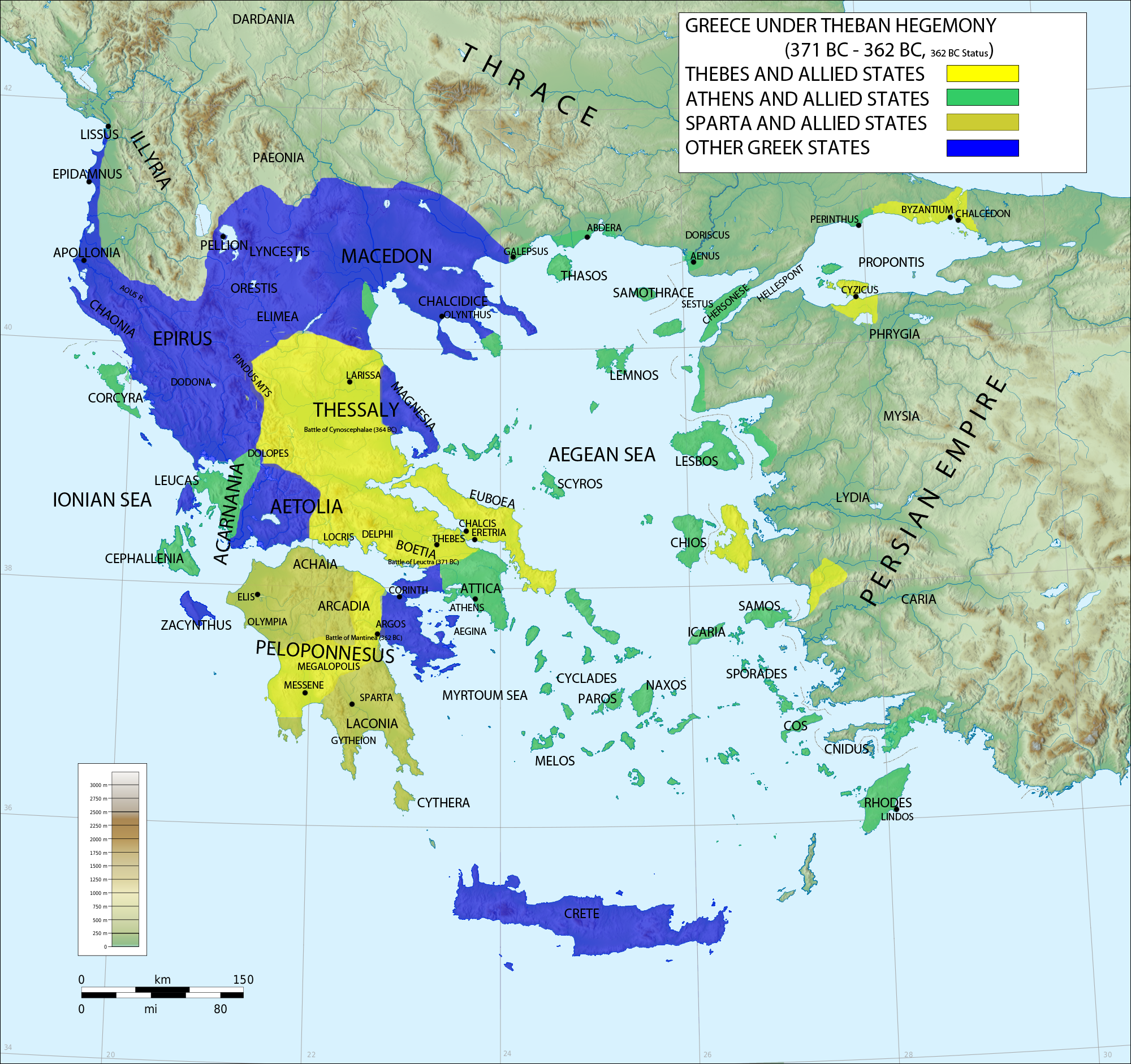
Hegemonie Théb v Řecku v roce 362 př. na. l. Žlutě je označek Bojótský spolek a jeho spojenci.

Bojótský spolek – konfederace měst starověké Bojótie, která vznikla v 6. století př. n. l. z důvodu ohrožení Bojótie ze strany Thesálie. Do spolku se k Thébám, které disponovaly 2/5 rozlohy Bojótie, přidala města Tanagra, Haliartos, Koroneja, Tespie a Akraifnia. Později se přidalo město Orchomenos a kolem roku 500 př. n. l. už v něm byla všechna bojótská města s výjimkou Platají, které byly spojencem Athén. Spolek byl několikrát rozbit ať už vinou nepřátel nebo vnitřními spory souvisejícími s vedoucí úlohou Théb ve spolku. V zimě 379/378 př. n. l. se Théby pod vedením Pelopida zbavili spartské nadvlády a z důvodu války obnovily spolek, ale bez Orchomenu, jež zůstal spojencem Sparty. V té době se všichni obyvatelé spolku shromažďovali v Thébách. V roce 371 př. n. l. bojótský spolek pod vedením Epameinónda porazil Spartu v bitvě u Leukter a poté vstoupil na Peloponés, kde oslabil moc Sparty. V roce 371 př. n. l. se do spolku vrátil Orchomenos. V roce 364 př. n. l. Théby obsadily Thesálii, ale zaplatil to smrtí Pelopidas. V témže roce Théby zničily Orchomenos pod záminkou protidemokratického spiknutí. Hegemonie Théb skončila v roce 362 př. n. l. smrtí Epameinónda v bitvě u Mantineie